# Littérature en gallo
La littérature en gallo est l'ensemble du corpus littéraire composé en langue gallèse, la langue d'oïl parlée en Haute-Bretagne.
Quand sont mentionnés dans des publications : 
- textes en gallo et en français, cela signifie qu'il y a un mélange de textes dans les deux langues ;
- bilingue gallo-français signifie que l'intégralité du livre est traduite en français.

Quand rien n'est mentionné, cela signifie que le livre est intégralement en gallo.

## Littérature ancienne

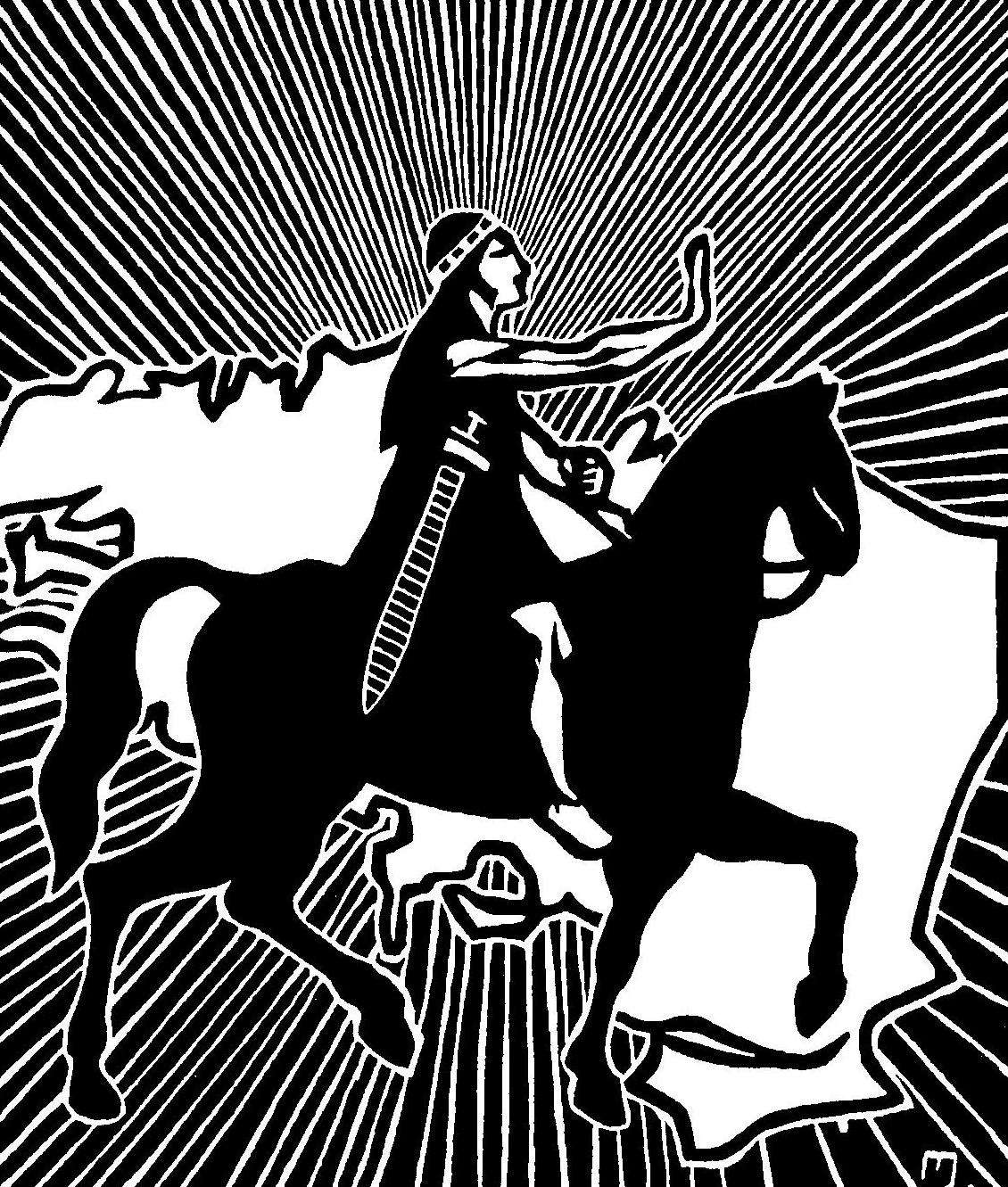
Nominoë (réalisé ici par Jeanne Malivel) est dénommé le duc Naimes dans le roman d'Aiquin.

### Les origines auXIIesiècle
Si on ne peut parler de littérature en gallo en tant que telle, car le mot gallo n'apparaît lui-même qu'au XIVe siècle, on trouve déjà des transcriptions de mots et des structures grammaticales gallèses au XIIe siècle, à travers la rédaction de chansons de geste en langue romane de Bretagne. C'est d'abord  le Livre des Manières d'Étienne de Fougères, chapelain du roi Henri II d'Angleterre et évêque de Rennes, rédigé entre 1174 et 1178. Au début du XIIIe siècle, vers 1213, le roman d'Aiquin est sans doute rédigé par un ecclésiastique dolois. Une copie du XVe siècle nous est parvenue de cette dernière chanson de geste.

### À la fin du Moyen Âge
On va trouver nombre de mots et de tournures de phrases du gallo actuel dans des écrits de la fin du Moyen Âge. C'est le cas dans le texte de droit de la Très Ancienne Coutume de Bretagne transcrite entre 1312 et 1325 par des juristes hauts-bretons, sous le règne du duc de Bretagne Jean III . C'est aussi ce qu'on retrouve dans la Chronique de l'État breton rédigée par Guillaume de Saint-André, chanoine de la cathédrale de Dol et secrétaire du duc de Bretagne Jean IV, entre 1381 et 1385. Le terme gallo est d'ailleurs employé entretemps pour la première fois en 1358 par l'administration de ce même duc.

### La Renaissance
Le gallo est aussi dans des livres à la Renaissance, quand Noël du Fail, noble rennais du XVIe siècle, fait parler les paysans en patois du pays rennais, dans ses Propos rustiques. L'auteur invente pour parler de ces paysans deux villages fictifs : Flameaux et  Vindelles.
Il ne le fait plus dans ses deux livres suivants : Baliverneries ou contes nouveaux d’Eutrapel et Les Contes et Discours d’Eutrapel, où ses paysans parlent français adjoint de quelques mots gallos.

### Publications

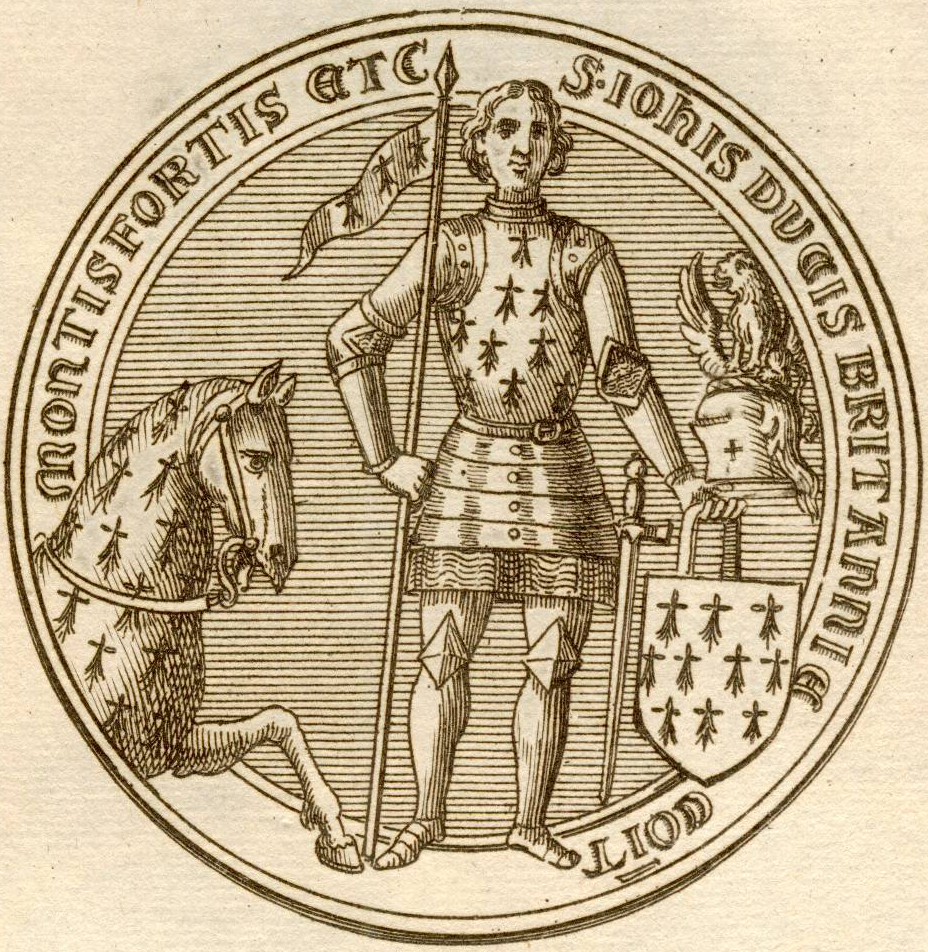
Jean IV de Bretagne est le premier duc à utiliser le mot "gallo" pour parler de la Haute-Bretagne.

- Étienne de Fougères, Le Livre de Manières, poème de 336 quatrains d'octosyllabes (1344 vers), écrit entre 1174 et 1178, 1re édition en 1877.
- Le roman d'Aiquin ou La conquête de la Bretaigne par le Roy Charlemaigne : chanson de geste du XIIe siècle, édité par la Société des bibliophiles bretons, Nantes, 1880.
- La Coutume de Bretagne (rédigé au XIVe siècle), manuscrit, 1401-1500.
- Guillaume de Saint-André, Le bon Jehan et le jeu des échecs - Chronique de l'État breton (rédigé au XIVe siècle), texte établi, traduit, présenté et annoté par Jean-Michel Cauneau et Dominique Philippe, Presses Universitaires de Rennes, 2005.
- Noël du Fail, Propos rustiques de maistre Léon Ladulfi, Champenois, Jean de Tournes, Lyon, 1547, in-8°
  - Propos rustiques de maistre Léon Ladulfi, Champenois, édition critique d’Arthur de La Borderie avec les variantes des éditions de 1548, 1549, 1573, Paris, Lemerre, 1878 (rééd. Slatkine, 1976).
  - Propos rustiques de maistre Leon Ladulfi champenois, 1549, édition avec introduction, notes et glossaire établis par Gabriel Pérouse et Roger Dubuis, Genève, Droz, 1994.

## Littérature desXIXeetXXesiècles

### Littératures orale et écrite

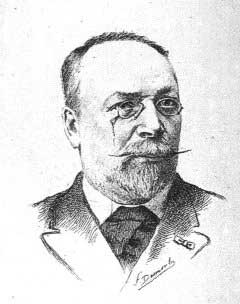
Paul Sébillot publie en 1881 Littérature orale de la Haute-Bretagne, le 1e tome de la collection des Littératures populaires de toutes les nations.

Après une période d'oubli, ce sont les légendes orales gallèses qui ramènent la langue dans les livres. Ces contes ont été collectés à partir de la fin du XIXe siècle par des folkloristes et ethnologues comme Paul Sébillot, Adolphe Orain, François Duine. Mais ces auteurs ont le plus souvent francisé cette littérature orale, surtout en matière de légendaire. Ce n'est pas le cas quand il s'agit de dictons, formules, devinettes et proverbes collectés en même temps que ces contes. Néanmoins, la culture et la langue gallèse vont trouver une notoriété nouvelle, notamment grâce à Paul Sébillot, fondateur de la Société des traditions populaires et de sa revue en 1885.
Amand Dagnet publie, quant à lui, plusieurs contes traditionnels dont sept sont intégralement en gallo dans l'hebdomadaire La Chronique de Fougères entre 1895 et 1898. Trois de ces contes sont repris dans un livre Croyances populaires du pays fougerais, édité par le journal en 1899.
En 1922, Jeanne Malivel, réarrange en le mettant en vers et illustre un conte en gallo de sa grand-mère Les Sept Frères, qui inspire la création du mouvement de renouveau artistique Seiz Breur. Il est publié en trois fois dans le journal  de Loudéac Le Petit Libéral. Elle s'associe avec la librairie Le Goaziou pour l'édition d'un livre mais le projet est abandonné. Le conte ne paraît que trois ans après sa mort, en 1929, dans le livre de Octave-Louis Aubert Jeanne Malivel. Son œuvre et les sept frères. Il faut attendre 1977 pour que le texte soit de nouveau édité, sans illustrations, dans Parlons gallo, patois de Haute Bretagne, par l'association des Amis du Parler gallo.
Une des premières incursions dans le monde de la poésie est l'œuvre du Dinanais Eugène Lissillour qui écrit deux poèmes en gallo : Le Gallaouen en 1933 et Dit Mathurin : - au « Pardon »  des Terreneuvas en 1934 qu'il réussit à faire publier dans un des tomes du Florilège, l'anthologie des poètes bretons, dirigée par Auguste Bergot.
Jean Choleau, qui a étudié le gallo de Vitré par ailleurs, propose ses Chansons et propos rustiques en parlers populaires de Haute-Bretagne en 1947.

### Théâtre
Amand Dagnet écrit la première pièce de théâtre en gallo, La Fille de la Brunelas, qu'il publie en 1901 dans la revue L'Hermine puis est édité en livre grâce à Louis Tiercelin. D'abord en un acte, il ajoute un 2e et 3e actes en 1918 à la pièce, qui est republiée en son entier en 1925 dans La Chronique républicaine. La pièce a un succès tardif mais assez long puisque des représentations ont lieu en 1927 sous l'égide de la Fédération régionaliste de Bretagne ; puis en 1936-1937 notamment à Fougères et à Rennes, avec diffusion radiophonique sur Radio Rennes et une mise en scène de Gaït Corvaisier du groupe des Sabotiers de Fougères. La pièce est rejouée dans une dizaine de communes du Pays de Fougères en 1941-1942 par la même troupe au profit des prisonniers de guerre et reprise en 1946.

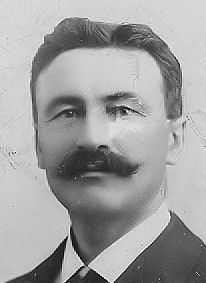
Amand Dagnet publie en 1901 la première pièce de théâtre en gallo, qui fut jouée avec succès.

Dans les années 1930 et pendant la Seconde Guerre Mondiale, c'est Henri Calindre, originaire du Porhoët, qui écrit des monologues et de pièces de théâtre humoristiques en gallo sous le pseudonyme de Mystringue. Un livre réunissant quelques uns de ces monologue est édité en 1934.
Adèle Denys écrit vers 1930 un sketch en gallo : La Sortie de la messe, publié par la suite dans ses mémoires. C'est le départ de l'écriture de nombreuses pièces de théâtre en gallo durant ces années-là. Pendant la guerre, elle continue d'écrire, mais sur demande des troupes qui jouent ses pièces à Bazouges-la-Pérouse et aux alentours.
Les Compagnons de Merlin, sous la direction de Jean Choleau et Marie Droüart, vont fédérer en 1939  plusieurs groupes et cercles folkloriques dont : Les Sabotiers de Fougères (Ille-et-Vilaine), L'Hermine de Saint-Brieuc (Côtes-d'Armor), le Groupe traditionaliste du Pays de la Mée (Châteaubriant, Loire-Atlantique), le Groupe Gallo Breton de Rennes ; qui proposent des spectacles de chansons populaires, danses, ballets et pièces de théâtre en gallo. Marie Droüart écrit ainsi plusieurs pièces : Le Dret de passaïge (pièce en un acte), La Fée des Houles (pièce en 3 actes) jouée à Rennes en 1942, Idylle aux champs (saynète de 4 scènes) jouée à Vitré en 1942. Des livrets de ces pièces sont édités à l'occasion de leurs représentations.
Entre 1950 et 1967, Gaétan Piederrière, instituteur, écrit une douzaine de pièces en un acte ainsi que des monologues en gallo qui sont joués par une troupe de Saint-Méen-le-Grand jusqu'à Rennes et diffusés sur Radio Bretagne. Une de ses pièces On marie Mélanie est publiée dans Parlons Gallo, premier recueil édité par les Amis du Parler Gallo en 1977.
Émule de Marie Droüart, Gaston Latimier écrit en gallo plusieurs pièces et saynètes inspirées de contes traditionnels : Léï M'naou (saynète), Léï Paei de Saint Unet (saynète), Le Vëlo d'cours' (saynète), Léï Badi (pièce en 2 actes), Léï Dëu Bossé. Une troupe joue plusieurs de ses pièces en 1948 à Gomené, Laurenan et Pontivy. Plusieurs de ses pièces ont paru dans les années 1950 dans une revue scolaire du Morbihan gallo, « La Ronde », ainsi que dans des recueils de contes et récits du Porhoët puis en 1977 dans le recueil Parlons Gallo, des Amis du Parler Gallo

### Presse
C'est aussi dans la presse régionale que le gallo va être visible à l'écrit. L'historien Michel Chalopin précise que les auteurs de ces textes sont le plus souvent des érudits locaux s’intéressant à la culture populaire. Les textes publiés en gallo dans ces journaux sont variés : "paysanneries" et récits comiques mettant en scène des gens de la campagne, récits pamphlétaires à destination des paysans. On retrouve aussi des chroniques sur l'actualité locale en gallo dans ces journaux.

La Chronique Républicaine, créée en 1837, est un des journaux bretons qui publie le plus de gallo avec des auteurs comme Amand Dagnet, Amand Cocar ou Joseph Coquelin.

Le Morbihan gallo est un territoire propice à l'utilisation de la langue vernaculaire en politique. Ainsi le candidat républicain aux législatives, l'abbé Camper écrit, sous le pseudonyme de Mathurin Faucille, quatorze articles en gallo dans Le Réveil ploërmelais entre 1897 et 1898, à destination de son adversaire monarchiste le duc de Rohan. On retrouve aussi un texte en gallo narrant les histoires autour des élections dans le canton de Guer, publié dans le Progrès du Morbihan en 1923, signé par l'énigmatique Tonton à Jean des Landes.
Dans l'Entre-deux-guerres aussi, sont publiés les « Propos du Terroir » d’Herbignac dans  les journaux Le Guérandais puis La Presqu'île guérandaise et L’Indépendant.
De manière plus régulière, Joseph Chapron publie de 1927 à 1931, sous le pseudonyme de Jean Cudessot, près de 30 lettres, parues dans Le Courrier de Châteaubriant. Un livre réunissant ces « Lettres rustiques » est édité en 1932 et adapté au théâtre par les compagnies de la Grôle et du Fâilli Gueurzillon en 2022.
Par ailleurs, Jean du Nançon, pseudonyme du journaliste Joseph Coquelin, écrit 127 chroniques hebdomadaires d'actualité titrées : « Conte du Dimanche » puis « les Idées du Père Laflûte » dans La Chronique républicaine entre 1948 et 1957. Jean du Nançon qu'on retrouve beaucoup plus tard dans la revue « Le Lian » dans les années 1980 où il publie de la poésie en gallo.

#### GalernepuisLe Pays breton
En 1939, Les Compagnons de Merlin sont créés par Jean Choleau et Marie Droüart au sein de la Fédération régionaliste de Bretagne, avec vocation de valoriser le gallo et sa culture. Ainsi, la même année est créé un supplément dans la revue Le Réveil breton : « Galerne » qui va publier de la littérature en gallo : poésie, nouvelles, théâtre, ainsi que des études sur la langue.
Le Fougerais André Malassis, sous le pseudonyme de Sermangnière, écrit en gallo dans Galerne : de la poésie dès 1941 puis en 1943-1944 c'est sa pièce La Ramoug'rie d'pommé (pièce en un acte). Un autre Fougerais Albert Durand publie aussi dans Galerne en 1942 des nouvelles : Noces de fer bianc et Chez le veterinaire.
Le Réveil breton cesse de paraître en 1944, et avec lui Galerne. Pourtant en 1947, Jean Choleau crée une nouvelle revue, trimestrielle et trilingue pour la Fédération régionaliste de Bretagne titrée Le Pays Breton - Bro Vreizh, publiée jusqu'en 1964.

### Gallo et littérature française
On retrouve des traces de gallo, parfois importantes, chez des auteurs de langue française, d'origine bretonne ou ayant un lien avec la Bretagne.
Ainsi, l'écrivain rennais Paul Féval écrit certains dialogues en gallo dans son roman Châteaupauvre publié en 1876, dont l'action se passe à Saint-Thélo, près de Loudéac. Le roman a été adapté en feuilleton radiophonique de 43 épisodes de quatre minutes en 2013 par Jean Guérin, André Montfort et Franck Poirier de l'association Bertaeyn Galleizz 22, sur les ondes de l'antenne de Saint-Brieuc de RCF.
De même, le malouin Paul Vimereu utilisent plusieurs centaines de mots en gallo dans deux de ses romans :
Les Amants du Rempart (1926), dont l’action se déroule à Saint-Malo, et La Grotte à l’Homme (1951), qui lui se passe à Cancale.
On retrouve également des dialogues en gallo dans le roman La Hourie, paru en 1942, de Roger Vercel qui se passe dans la vallée de la Rance.
Plus récemment, Jean-Loup Trassard s'est intéressé au mainiot de son enfance dans deux de ses ouvrages, publiés en 2012, Causement et L'Homme des haies. L'auteur précise que ce n'est pas sa langue maternelle mais celle de ses voisins, de ses amis d'enfance à Saint-Hilaire-du-Maine, à moins de 15 km de la Bretagne, et que ce parler du Pays d'Ernée a beaucoup de liens avec le gallo.

## Littérature contemporaine

### Le renouveau depuis les années 1970
C'est l'association Les Amis du Parler Gallo, créée en 1976, qui va redynamiser la littérature en langue gallèse en commençant à publier des textes d'auteurs contemporains en gallo. Un premier recueil de textes d'une vingtaine d'auteurs, Parlons Gallo, paraît en 1977 qui rassemble des textes existants, glanés dans la presse locale comme Les Sept frères de Jeanne Malivel ou La Fille de la Brunelas de Amand Dagnet. C'est ensuite la revue « Le Lian » qui commence sa publication la même année, publiant des articles de fond sur le gallo et de la littérature en gallo. L'Anthologie de littérature gallèse contemporaine voit ainsi le jour en 1982 et réunit des textes d'une trentaine d'auteurs dont Jean-Yves Bauge, Pierre Corbel, Adèle Denys, Gilles Morin et Albert Poulain notamment. Albert Meslay publie quant à lui La Cosmochérette, roman de science-fiction humoristique, en 1983. Eugène Cogrel écrit ses nouvelles aussi bien dans le Lian, que dans ses propres revues, Pihern ou Vantyé.
La poésie en gallo fait aussi des émules comme Jacqueline Henry-Rebours et ses poèmes engagés, Marie Dequé, Christian Leray, Ernestine Lorand ou Laurent Motrot, ce dernier ayant publié des poèmes dans la revue Aneit. Bèrtran Ôbrée, chanteur du groupe Ôbrée Alie, dont les chansons sont le plus souvent en gallo, écrit aussi des poèmes. « Poéteriy » – Poésie gallaise contemporaine, recueil de poésie paraît en 1990 chez Les Amis du Parler Gallo, devenu Bertègn Galèzz entretemps. Le 22 janvier 2014, dans le cadre de discussions sur la ratification de la Charte européenne des langues régionales ou minoritaires, un extrait de son poème Le patouas de cez nous est lu par Thierry Benoit, député UDI, à l'Assemblée nationale.

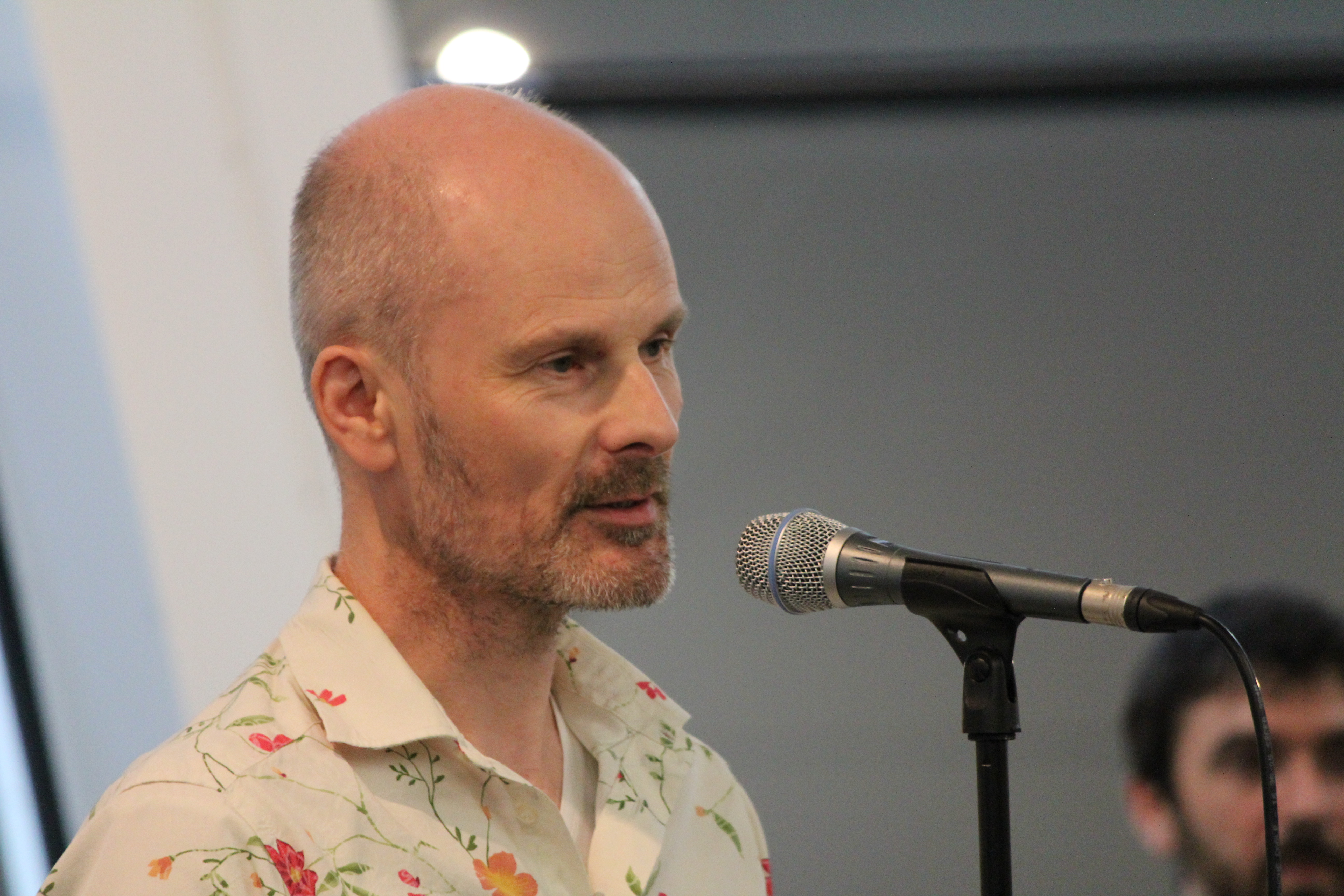
En plus d'être chanteur, Bèrtran Ôbrée écrit de la poésie en gallo.

Si les auteurs continuent d'écrire dans les revues ou les journaux, l'édition en gallo proprement dite va connaître un ralentissement dans les années 1990, avant de croître de manière très importante à partir du début des années 2000 avec la publication d'ouvrages divers faisant pour beaucoup le choix du bilinguisme (en gallo et en français). Un des ouvrages emblématiques qui relance l'édition en langue gallèse est écrit par Adèle Denys, ses Mémoires d'une centenaire « aout'fas en Pays Gallo » publiées en 1987 puis rééditées avec succès en 1999.
De nouveaux auteurs émergent, comme Fabien Lécuyer, dont le roman policier Meliy, publié en 2004, est adapté au théâtre par la compagnie Tradior, et dont le roman historique, Ene oraïje naïr, est aussi le premier livre numérique en gallo. En 2007, André Bienvenu publie en trois volumes ses souvenirs d'enfance Le Graille de la vie.
Depuis 1992, l'association du CAC Sud 22 - centre Marc Le Bris, à Loudéac, organise un concours d'écriture en gallo et publie les meilleurs textes dans des recueils ; quatre volumes ont paru entre 2004 et 2019.
Malgré cette vitalité, des résistances demeurent quant à la publication de livres en gallo ; ainsi le roman en breton de Serge Richard Ken Tost d’an Tenzor a été traduit en gallo (Le Naez sus le tenzor), mais sans trouver d'éditeur, et il en est de même pour La Guerre des boutons de Louis Pergaud.
On trouve de la littérature traduite en ligne sur le site de l'Academiy du Galo de Patrik Deriano. Celui-ci traduit des extraits d'œuvres de la littérature classique mondiale, tels Le Portrait de Dorian Gray d'Oscar Wilde, À la recherche du temps perdu de Marcel Proust, Le Meilleur des mondes de Aldous Huxley ou encore Au château d'Argol de Julien Gracq ; ainsi que des traductions de nouvelles contemporaines en corse issues du site Anima Cappiata.
Depuis 2016, Anne-Marie Pelhâte anime une émission sur la littérature gallèse, Le Toupichon litterature, sur la radio Plum'FM où on peut entendre lire des textes littéraires en gallo.

### La presse

#### La presse en gallo
Certaines associations ont édité des revues en gallo ou bilingues français-gallo.
Bertègn Galèzz (anciennement Les Amis du Parler Gallo) publie « Le Liaun », revue qui connaît 169 numéros, entre 1978 et 2010.
En Loire-Atlantique, le magazine « Pihern », est la revue annuelle trilingue (français-breton-gallo) de l'association Vantyé, à Guémené-Penfao. Elle est créée en 1981 par Eugène Cogrel ; on y retrouvait ses textes, notamment ses traductions de fables de La Fontaine et aussi des textes gallos de Yann Mikaël ou Édouard Saindon en graphie Vantyé du Pays Mitau dissoute depuis vers 2010. « Aneit nostre lenghe » est la revue annuelle de l'association Aneit, de Laurent Motrot, à Saint-Nazaire, qui est créée en 1984 et publiée jusqu'en 1988.
Plus récemment, « Druj », revue de l'Andon dou Galo de Trémorel, connaît deux numéros dans les années 2000.
Depuis 2014, le web-hebdomadaire « Runje », intégralement en gallo, est lancé par Fabien Lécuyer. La revue s'intéresse aux minorités linguistiques dans le monde. Outre des articles sur l'actualité, Runje publie de la littérature : poésie, nouvelles, traductions en gallo comme Animal Farm de George Orwell paru dans le no 19 de l'hebdomadaire en 2015.

#### Le Gallo dans la presse
On retrouve du gallo dans des articles et chroniques de la presse traditionnelle, journaux et revues.
Dans les années 1970, Édouard Saindon écrit plus de 160 chroniques, intitulées Dain-ou l'villaïge à Théo et Fonsine, dans l'hebdomadaire Les Nouvelles de Bretagne, dans lequel on retrouve dans les années 1980 des textes de Eugène Cogrel, qui publie aussi dans Les Informations et L'Éclaireur de Châteaubriant à la même époque. Éloi Guitteny publie ses Chroniques d’un Paydret, en parler du Pays de Retz, dans les journaux Sud Loire et Le Courrier de Paimboeuf, entre 1972 et 1980, qui sont pour certaines publiées dans son livre Chroniques inédites d'un vieux Paydret en 1991. Toujours dans Le Courrier de Paimboeuf, c'est Sylvaine Billot qui publie des chroniques en parler du Pays de Retz, sous le pseudonyme de Mémé à partir de 1971 jusqu'à la fin des 1980. Plusieurs de ces chroniques sont d'ailleurs publiées en 1978 dans son livre Le Patois de Mémé.
Une chronique en gallo sur l'actualité intitulée Au cul d’la tonne était écrite à partir de 1980 et durant la décennie qui suit dans l'hebdomadaire La Mée, basé à Châteaubriant. Celle-ci était signée Le Père Ugène, pseudonyme utilisé par plusieurs rédacteurs du journal. Cette chronique a été reprise par Hervé Drouard depuis 2006.

Daniel Giraudon écrit des chroniques en gallo dans Ouest-France depuis 2013 qui sont aussi radiodiffusées sur Plum'FM.

André Le Coq publie les Caozeries a Matao, des chroniques sur l'actualité, dans L'Hebdomadaire d'Armor, édité à Merdrignac, entre 1999 et 2021. Deux livres, tirés de ces chroniques, ont été publiés en 2001 et 2023.
On trouve une rubrique hebdomadaire en gallo dans Le Courrier Indépendant de Loudéac, intitulée Assis-té, mets du suc !, rédigée par de nombreux auteurs dont Maryvonne Limon.
La revue littéraire Hopala ! revendiquait la publication d'œuvres dans les trois langues de Bretagne et a ainsi publié des poèmes en gallo entre 2001 et 2003. De même, Alain Kervern a organisé quatre concours de haïkus trilingues de 2001 à 2005 dans Hopala ! puis dans la revue Le Peuple breton en 2011 et 2013. Depuis 2009, le festival Taol kurun organise un concours multilingue de haïkus et les publie sur son site ; ainsi entre 2009 et 2022, ce sont plus de 750 haïkus qui ont été écrits en gallo.
Des articles écrits en gallo par Régis Auffray, Fabien Lécuyer, Patrik Deriano, Mickaël Genevée et Vassili Moreau-Miossec paraissent dans la revue en breton Ya ! éditée par l'association Keit vimp Bev de Laz depuis 2005, également visible sur internet. Patrik Deriano a publié un livre qui réunit 48 de ses chroniques en 2021.
Bèrtran Ôbrée a écrit quant à lui une chronique En gallo dans le texte, illustrée par Vincent Chassé, dans le trimestriel du département d'Ille-et-Vilaine NousVousIlle depuis le début des années 2010 jusqu'en 2023. Un article bilingue gallo-breton a pris la suite de cette chronique en 2024.
En 2013, Daniel Giraudon a écrit une chronique dans l'édition du dimanche de Ouest-France ; c'est d'abord Le Gallo souffle sur les Breizh qui met gallo et breton en parallèle. Depuis 2017 la chronique Le Galo come on l'caoze est centrée sur le gallo quant à elle. A partir de fin 2024, toujours dans l'édition du dimanche de Ouest-France , le journal publie une fois par mois un article d'actualité en gallo.
Depuis 2021, Côtes d'Armor magazine, la revue bimensuelle du département des Côtes-d'Armor, traduit systématiquement des articles en gallo et en breton, même s'il existait déjà des publications dans les deux langues précédemment.
Depuis l'été 2023, la région Bretagne a lancé un nouveau magazine trimestriel, B, avec des articles d'actualité trilingues français-gallo-breton.
En 2023, c'est le Télégramme qui lance une rubrique mensuelle en gallo : Ben cante vous !, rédigée par le reporter Thierry Charpentier, qu'on retrouve le premier jeudi de chaque mois dans le journal. En 2024, Corentin Le Douget lance une rubrique participative hebdomadaire sur le gallo, intitulée Dans le bain gallo, à retrouver chaque samedi dans le journal.

### La bande dessinée en gallo
La bande dessinée en gallo se développe d'abord avec le journaliste et dessinateur Henri Bouyer (1907-1994) qui crée une bande dessinée humoristique en parler nantais, plus proche du français régional que du gallo : « La chronique de Julien Piedalu », qui devient ensuite « Julien et Valentine », entre 1948 et 1986 dans le journal L'Éclair (ex Populaire de l'Ouest).
Par la suite, le vrai démarrage d'une bande dessinée entièrement en gallo se fait dans la revue Le Lian, éditée par Bertègn Galèzz : d'abord quelques gags en une planche de Hubert Goger au dessin et Mimi Buet au texte, en 1984-1985 puis des récits de Didier Auffray dans les années 1990.
Des collégiens de Plénée-Jugon avec l'aide du dessinateur Alain Goutal adaptent en bande dessinée un conte d'Albert Poulain, les Troués consaïls, en 1996. Christophe Houzé dessine Lés Bote, d'après une nouvelle d'André Gorguès adaptée par des élèves de secondaire de classes gallo en 2007.
Entre 2011 et 2020, Louis-France Baslé publie un strip, Piyou le cania cancalais dans Le Plat Gousset, bimestriel d'informations de la ville de Cancale.
Des albums de Tintin, d'Astérix ou de Jack Palmer ont également été traduits en gallo. Depuis 2017, le site de l'Academiy du Galo propose des traductions numériques de bandes dessinées.

### La littérature jeunesse en gallo
Les premiers textes en gallo à destination des enfants paraissent dans Le Lian, revue de Bertègn Galèzz, réalisés par Mimi Buet avec des dessins d'Hubert Goger en 1985 ou par Éric Lefèvre avec des dessins de Valérie Jaulin en 1987. De même, les fables de La Fontaine sont traduites en gallo.
Une publication à destination des enfants se développe depuis les années 2000, notamment par la maison d'éditions associative Les Emouleriy au Sourgarre avec des albums tel Miston, le ptit chutiaù de Michael Genevée et Romain Ricaud. Le premier Imagier en gallo d'Anne-Marie Pelhate paraît en 2014 avec plus de six cents mots en gallo illustrés. L'album est d'ailleurs traduit en breton en 2016.
Depuis 2018, l'Institut du galo édite une revue bimestrielle, Chinchon, à destination des 3-9 ans. La même revue est également éditée en breton, en languedocien et en gascon.

## Publications

### Prose

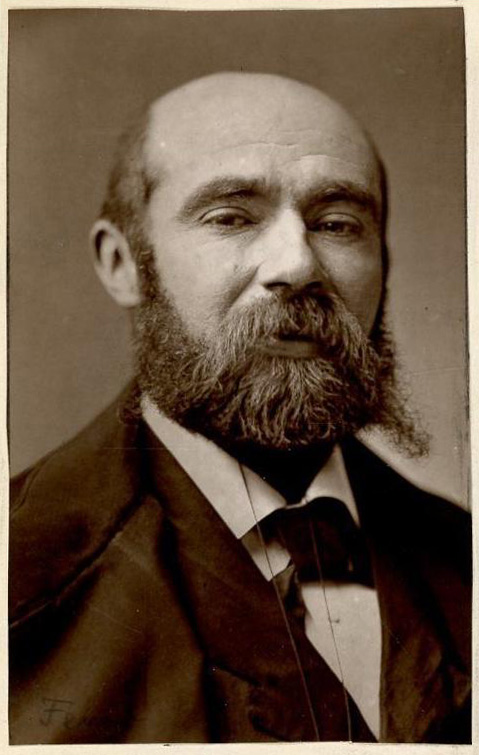
Pour son roman Châteaupauvre, Paul Féval s'est inspiré de Saint-Thélo, où son frère possédait une maison.

#### Romans et nouvelles
- André Bienvenu, Le Graille de la vie / Les Braises de la vie, Tome 1. Les Temps sauvages, Label LN, 2007 (bilingue gallo-français).
- André Bienvenu, Le Graille de la vie / Les Braises de la vie, Tome 2. Le Temps de la communale, Label LN, 2007 (bilingue gallo-français).
- André Bienvenu, Le Graille de la vie / Les Braises de la vie[83], Tome 3. Le Temps des résistances, Label LN, 2007 (bilingue gallo-français).
- Adèle Denys, Vie et histoires d'autrefois en pays gallo : histoires et contes en parler gallo, Jean-Luc Noget Éditeur, 1987 (bilingue gallo-français).
  - Réédité dans une version enrichie en 1999 aux éditions Kérig sous le titre Mémoires d'une centenaire « aout'fas en Pays Gallo ».
- Patrik Deriano, Poucheys de hontes, recueil de 12 nouvelles, éditions Olepei, 2024.
- Fabien Lécuyer, Meliy (roman policier), Les Emouleriy au Sourgarre, 2004 (bilingue gallo-français).
- Fabien Lécuyer, La Souaétt dou bouaé-jouaérr, Les Emouleriy au Sourgarre, 2007 (bilingue gallo-français).
- Fabien Lécuyer, Ene Oraïje naïr (roman historique), Les Emouleriy au Sourgarre, 2014 (livre numérique)[37]
- Albert Meslay, avec Anne-Marie Nielsen (ill.), La Cosmochérette (roman de science-fiction), supplément du no 22 du Lian, Les Amis Du Parler Gallo, 55 p., 1983 (réédité en 2000).

Paul Féval publie son livre Châteaupauvre - Voyage au dernier pays breton en 1876 avec de nombreux dialogues et passages en et sur le gallo. Le livre est réédité en 2019, en versions papier et numérique, avec une nouvelle préface de Francis Blanchard et Jérôme Lucas, aux Éditions Récits.

#### Recueils de textes
- Sylvaine Billot, avec Constant Boisserpe (ill.), Le Patois de Mémé (recueil de chroniques), éditions du Pays de Retz, 1978.
- Joseph Chapron, Les Histoires de Jean Cudesot - Lettres rustiques (recueil de chroniques), A. Quinquette Éditeur, 1932.
- Jean Choleau (sous le pseudonyme de Jean Lancelot), Chansons et propos rustiques en parlers populaires de Haute-Bretagne, Unvaniez Arvor, 1947.
- Eugène Cogrel, Eugène Cogrel raconte (82 histoires courtes), Groupement culturel breton des pays de Vilaine, 2012 (bilingue gallo-français).
- André Le Coq, Les Caoseries a Matao - De l'Erika dica Ben Laden (recueil de chroniques), Imprimerie Le Maire, 2001.
- André Le Coq, avec Cobalt (ill.), Les Caozeries du jeûdi (recueil de 63 chroniques), éditions CAC Sud 22, 2023 (avec 2 CDs).
- Maurice Coupé, Galleseries à haute voix, Astoure, 1996.
- Maurice Coupé, Galleseries au coin du fouyé (17 histoires), Astoure, 1999.
- Maurice Coupé, Galleseries - Histoires du Pays gallo (35 histoires), Astoure, 2001.
- Maurice Coupé, Galleseries su l'sieu de l'hus (18 histouères en gallo), Astoure, 2002.
  - Réédition d'une sélection de galleseries dans Palanquée d'histouères du Pays Gallo (41 histoires courtes), Astoure, 2008.
- Maurice Coupé, Galleseries du p'tit courti (17 histouères du Pays Gallo), Astoure, 2014 (bilingue gallo-français).

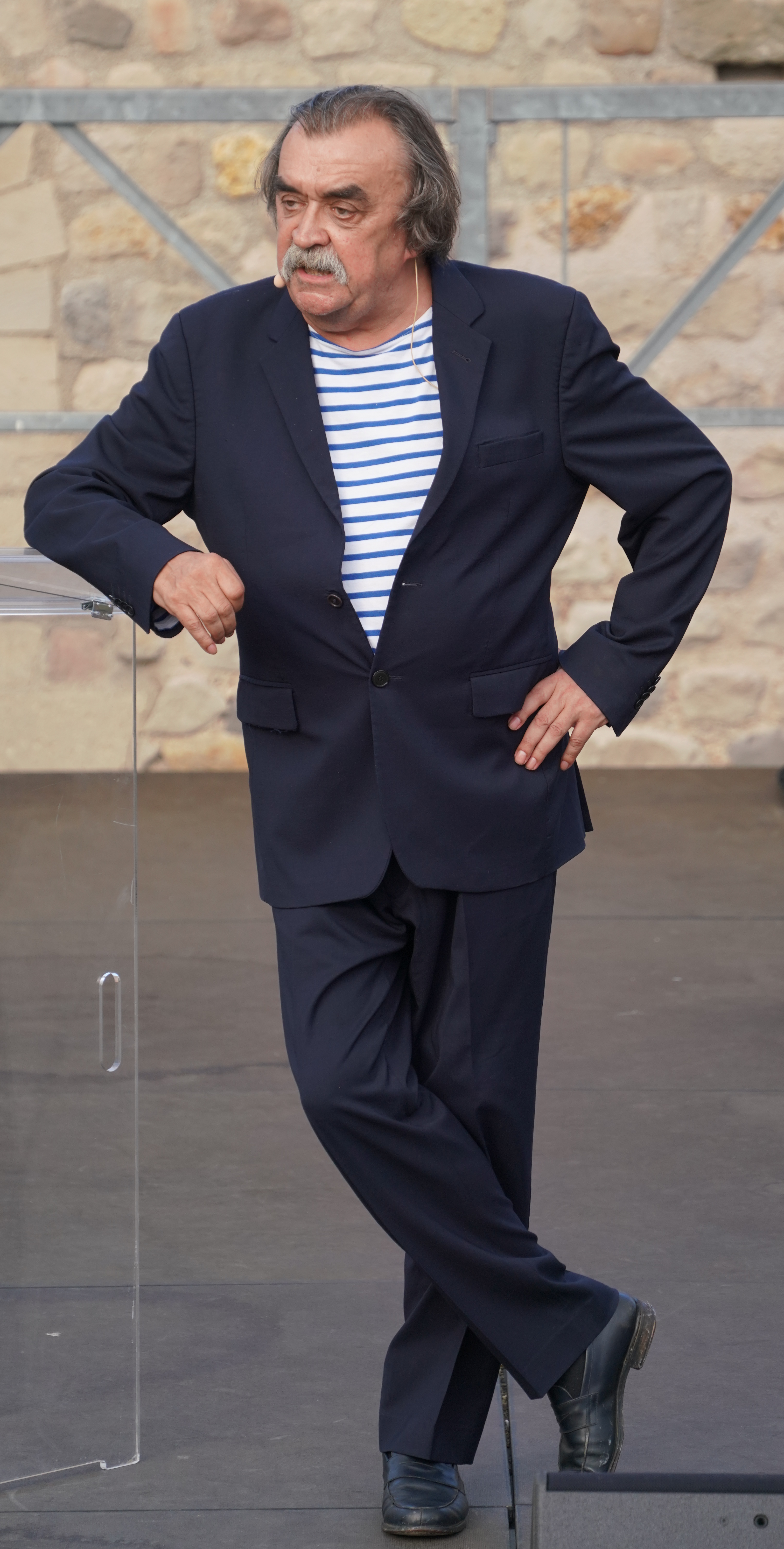
Avant sa carrière d'humoriste, Albert Meslay a écrit en gallo.

- Patrik Deriano, Entre l'us e l'usset, 48 croniques baniys den Ya!, Olepei, 2021.
- Bernard Gaudin, Du Gallo... avec "Zidor' i y'i dit", du Patrimoine... (recueil de textes en gallo et en français), 1999.
- Daniel Giraudon, Hervé Lossec, avec Nono (ill.), Krampouezh-saocisse, recueil de plus de 60 histoires, éditions Ouest-France, 2015 (trilingue gallo-breton-français).
- Daniel Giraudon, Hervé Lossec, avec Nono (ill.), Les 7 péchés capitaux à la mode de Bretagne, recueil de plus de 50 histoires, éditions Ouest-France, 2017 (trilingue gallo-breton-français).
- André Gorguès, avec Brenda Audouard & Élie Ménard (ill.), Brin de bruyère, odeur du temps, 1986 (textes en français et en gallo, préface de Pierre-Jakez Hélias).
- Éloi Guitteny, Chroniques inédites d'un vieux Paydret, Geste Éditions, 1991.
- Georgette-Anne Kerboriou, Récits et vocabulaire du Pays gallo (recueil de 6 histoires et une chanson), coll. "La Bretagne de nos aïeux", Éditions Danclau, 1992 (avec cassette, réédité en 2014 avec CD, bilingue gallo-français).
- Jean-Luc Laquittant, avec Gérard Verchin (ill.), Il était une fois dans l'Oust et dans la "Maraye" (recueil de 10 histoires), J.-L. Laquittant Éditeur, 2010.
- André Montfort, Aotant en ramene Montbran (recueil de contes et d'histoires), Olepei, 2019.
- Jean Ouvrard, Eun’ histouére d’icit’ par un gâ d’ par là, Patrimoine d’hier pour demain, 2024.
- Joseph Poirier, avec Bernard Heudré, Les Joyeux récits du terroir fougerais, Société Archéologique et Historique de Fougères, 1979 (textes en gallo et en français).

#### Recueils collectifs
Le référencement de ces ouvrages se fait par ordre de parution, sauf pour la collection Haote-Bertègne. Parlements e ecrivaijes qui apparaît ensemble.
- [Collectif], dont Amand Dagnet, Adèle Denys, Jeanne Malivel, Gaston Latimier, Louis Petiot, Gaétan Piederrière, Parlons Gallo, Patois de Haute-Bretagne, Les Amis Du Parler Gallo, 1977 (réédité en 1978).
- [Collectif], dont Eugène Cogrel, Marie Dequé, Adèle Denys, Patrice Dréano, Jacqueline Henry-Rebours, Maurice Langlois, Gabriel Le Coq, Ernestine Lorand, Albert Poulain, sous la dir. de Jean-Yves Bauge et Gilles Morin, avec Anne-Marie Nielsen (ill.), Anthologie de littérature gallèse contemporaine, n° spécial 12-13-14 du Lian, Les Amis Du Parler Gallo, 1982.
- [Collectif], sous la dir. de Jacqueline Pinsard et Daniel Gallerne, Ecoute-mè me reconteu (histoires et témoignages des fêtes et coutumes d'autrefois), Skol Uhel Ar Vro/Institut Culturel de Bretagne, 1999 (bilingue gallo-français).
- [Collectif], réuni par Claude Bourel, Contes et récits du Pays gallo du XIIe siècle à nos jours, coll. "Paroles de Gallos", Astoure, 2001.
- [Collectif], Haote-Bertègne. Parlements e ecrivaijes, volume 1 (recueil de contes, nouvelles, poésies et diries, avec CD), éditions du CAC Sud 22, 2004 (bilingue gallo-français).
- [Collectif], Haote-Bertègne. Parlements e ecrivaijes, volume 2 (recueil de contes, nouvelles, poésies, diries et théâtre issus des concours d’écriture entre 2003 et 2009, avec CD), éditions du CAC Sud 22, 2010 (bilingue gallo-français).
- [Collectif], Haote-Bertègne. Parlements e ecrivaijes, volume 3 (recueil de contes, nouvelles, poésies et diries issus des concours d’écriture entre 2010  et 2013, avec 2 CDs), éditions du CAC Sud 22, 2013 (bilingue gallo-français).
- [Collectif], Haote-Bertègne : Promenerie en paiz galo, volume 4 (recueil de 21 contes, nouvelles, poésies et diries issus des concours d’écriture entre 2013 et 2019, avec CD), éditions du CAC Sud 22, 2020 (bilingue gallo-français).
- [Collectif], sous la dir. de Thierry Jigourel, Parler et chansons de nos grands-pères en gallo (recueil de chansons, contes et poèmes en gallo), Éditions CPE, 2011.
- Yolande Boitard, Jean-René Guérin, Guy Jégu, André Montfort & Franck J.R. Poirier, Écrits gallos en Penthièvre (recueil de récits, contes, poèmes et saynètes), Bertègn Galèzz, 2012.
- [Collectif], sous la dir. de l'Association des Enseignants du Gallo, Rasserrerie d’ecrivaijes du paiz gallo - Anthologie de textes gallos (recueil de 46 textes de 36 auteurs différents), Rue des Scribes, 368 pages, 2014 (avec CD, bilingue gallo-français).
- Adèle Angoujard, Marcelle Balusson, Odile Baron, Louise Bartoli-Guillouët, Alain Le Noac’h, Paul et Madeleine Pichard, Tchi qu’y a d’neu anné ? - Le parler de nos aïeux de Haute-Bretagne (recueil de contes, d’histoires, de saynètes, de poésies, de quelques chants et complaintes), Éditions Récits, 2018.

#### Traduction

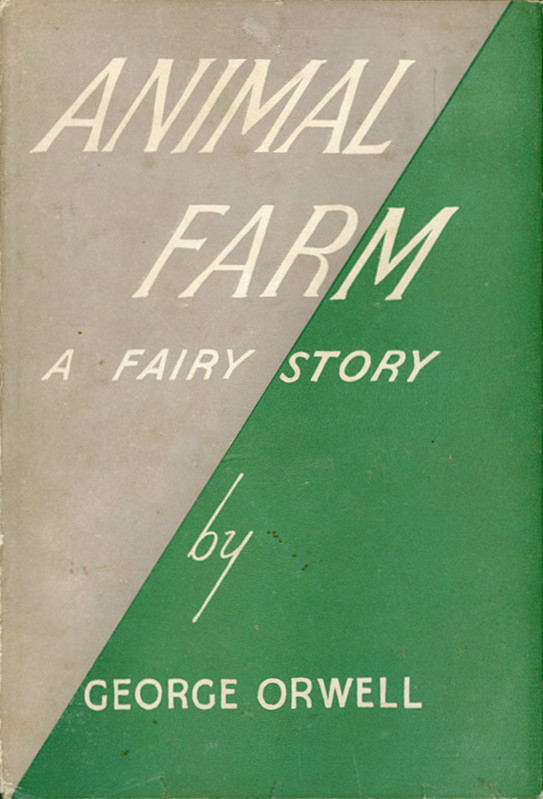
La Ferme des animaux de George Orwell a été traduit en gallo par Patrik Deriano, bien avant sa publication en 2023.

- Youenn Drezen, La Semaene ao frere Arturo, Olepei, 2020 (trad. Patrik Deriano).
- Jean Failler, Biao jeu a St-Qhé, éditions Rue des Scribes, 2024 (trad. André Le Coq de Roulette russe pour Mary Lester).
- Herve Ar Gall, Parti su les rotes de Pordi a Mikël Groñvel (recueil de 12 nouvelles), éditions Rue des Scribes, 2023 (trad. Herve Ar Gall).
- George Orwell, La Ferme es beytes, Olepei, 2023 (trad. Patrik Deriano).
- Antoine de Saint-Exupéry, Le Petit Preincz, éditions Sibel e siben, 2017 (trad. Crisstof Simon et Jacques Larcher).
- L'Evanjile slon sint Mar, éditions Label LN, 2007 (trad. André Bienvenu, livre numérique).

### Théâtre
Beaucoup de pièces ou saynètes sont publiées dans des livres cités dans la section "prose" supra, mélangées avec d'autres types de textes. Ne sont listés ici que les ouvrages traitant uniquement de théâtre.
- Henri Calindre (dit Mystringue), Monologue du Pays Gallo, Aimé Guéné éditeur, 1934.
- Amand Dagnet, La Fille de la Brunelas, pièce en un acte, Louis Tiercelin Éditeur, Fougères, 1901.
  - Réédition augmentée  (3 actes) chez Rebuffé en 1926 ; puis dans Parlons gallo, chez Bretagne Gallèse en 1977 et dans Contes et récits du Pays gallo du XIIe siècle à nos jours, chez Astoure en 2001.
- Marie Droüart, Les Fées des houles. Idylle aux champs - Saynettes en patois de Penthièvre, 1942.
- Marie Droüart, Le Dre d'passaige - Un acte et cinq tableaux, ca 1942.
- Jean et Gilles Lemale, Monologue, scènes de la vie quotidienne et chansons (Au pays de R'fia), 1989.

#### Numérique

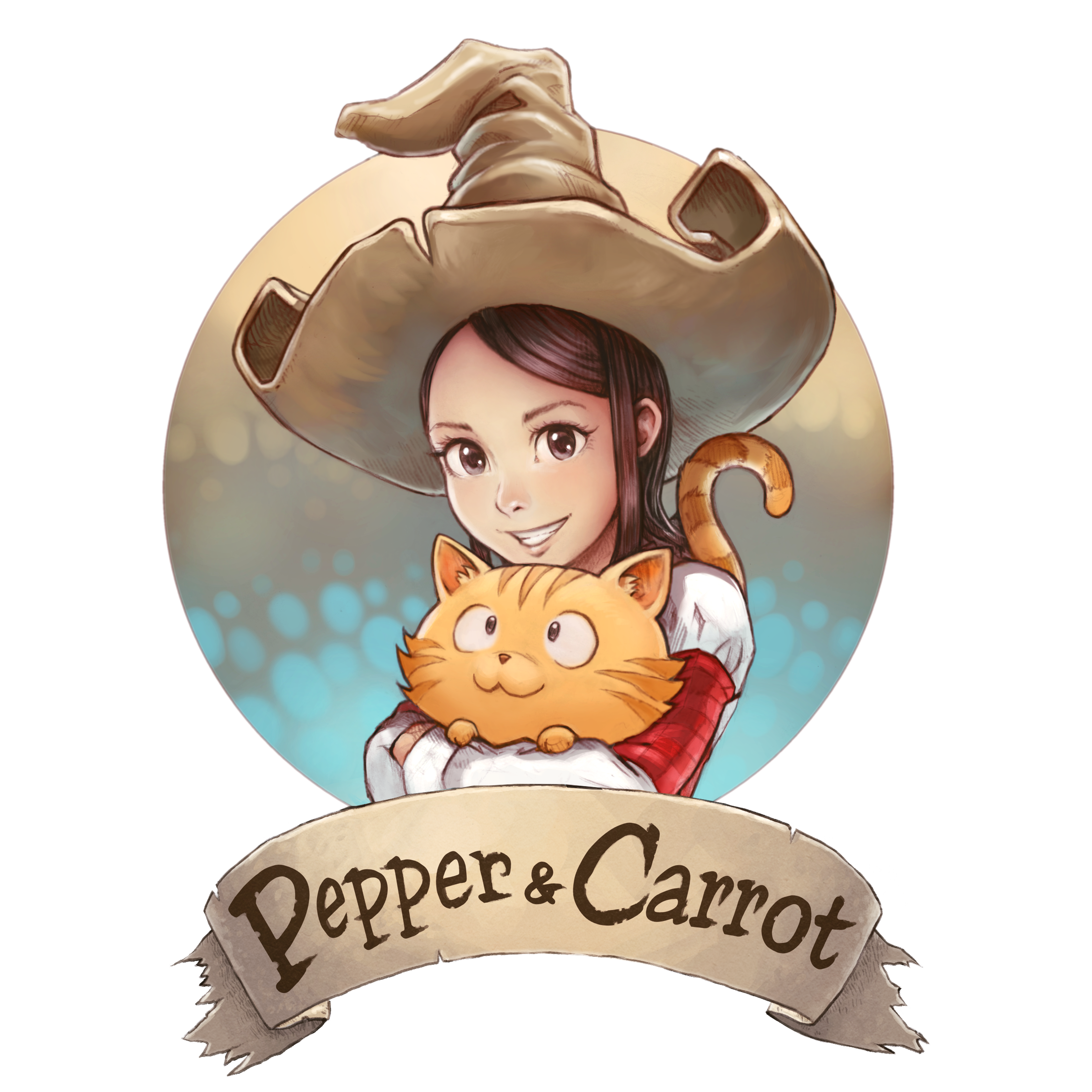
Pepper&Carrot, première bande dessinée numérique traduite en gallo.

- Gaétan Piederrière, Le Testament de Jozè, Academiy du Galo, 2024 (texte revu par Patrice Dréano).

### Poésie
Beaucoup de poésie est publiée dans des livres cités dans la section "prose" supra, mélangée avec d'autres types de textes. Ne sont listés ici que les ouvrages traitant uniquement de poésie.
- Jean-Yves Bauge, Marie Dequé, Patrice Dréano, Ernestine Lorand, Bèrtran Ôbrée, Alan J. Raude, « Poéteriy » – Poésie gallaise contemporaine, Le Lian hors-série no 1, Bertègn Galèzz, 1990.
- Sylvaine Billot, Le Pays de Mémé : Chansons, poèmes, Éditions du Pays de Retz, 1984 (textes en français et en gallo).
- André Gorguès, Annick Le Coq-de Banville, Gabriel Le Coq, Auguste Lemoine, Hyppolite de La Morvonnais, Paul Sébillot, Regards d'auteurs du Pays de Matignon - Choix de poèmes et de textes, Les Amis du passé en Pays de Matignon, 2009 (textes en français et en gallo).
- Jacqueline Henry-Rebours, avec Paskal Martin (photographies), Rétro-Sillons : scènes rurales de Haute-Bretagne, éditions Rue des Scribes, 1991.
- Gabriel Le Coq, Fleurs dans la brume, coll. "Poésie actuelle", n° 183, Jean Grassin Éditeur, Paris, 1963 (poèmes en français et en gallo).
- Gabriel Le Coq, Le Pastour au dur vitrail, Les Presses Bretonnes, 1968 (poèmes en français et en gallo).
- Gabriel Le Coq, Fleurs d'Armor, Éditions du Missouri, 1969 (poèmes en français et en gallo).
- Gabriel Le Coq, Harpe celtique en Bretagne Gallèse, Les Amis du Parler Gallo, 1981 (avec deux textes de Annick de Banville et un de Gilles Morin, poèmes en français et en gallo).
- Gabriel Le Coq, Libres paroles et farandoles, 1984 (poèmes en français et en gallo).

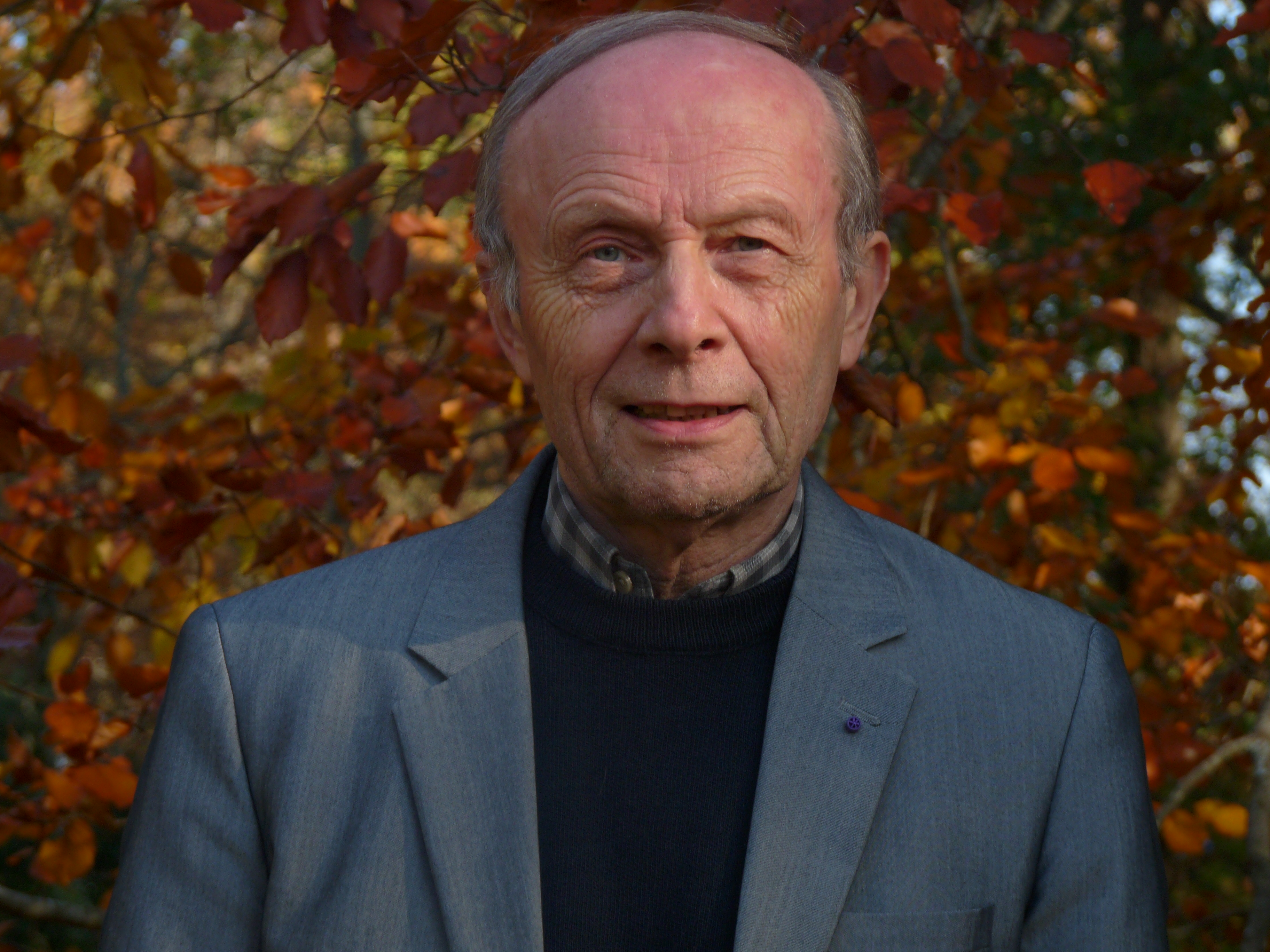
Christian Leray est un poète multilingue.

- Christian Leray, avec Valérie Jaulin (ill.), Le Monde en antamas ou d'abord des personnes, Bertègn Galèzz, 1986 (poèmes en gallo et en français).
- Christian Leray, « Anthologie de poèmes en gallo et français » in MicROMANIA, n°103, 4.17, Éditions du Bureau européen pour les langues moins répandues, 2017.
- Christian Leray, « Anthologie de poèmes-haïkus en gallo » dans Hinomaru Disque Solaire, Bretagne-Japon, Haïkus & Tankas, Ouestélio, 2023 (poèmes en gallo, français, breton & anglais).
- Christian Leray, Fleur de sel - Poésie des marais bretons & d'Olonne, Edition Couleurs et Plumes, 2023 (poèmes en gallo et en français).
- Eugène Lissillour, « Le Gallaouen » et « Dit Mathurin : - au "Pardon" des Terreneuvas », in Florilège- Anthologie des poètes bretons, sous la dir. de Auguste Bergot, tome 8 ou 9 ?[84], Éditions Poésia, ca 1934.
- Ernestine Lorand, Ernestine tout simplement…, La Soètt, 1990 (poèmes en gallo et en français).

Émile Morin utilise des mots en gallo dans son recueil de poèmes L'Arbre de paradis, publié chez Rue des Scribes en 1991.

#### Traduction
- Jean de la Fontaine, La Fontaine en gallo, 24 fables traduites en gallo, À mon point de vue, 1992 (trad. Robert Deguillaume).
  - Réédition augmentée sous le titre Fablengallo, 33 fables en français et en gallo, éditions de la Découvrance, 1997 (avec cassette).
- Jean de la Fontaine, Fablenmitaw, coll. "Le Fabuliste Averti", éditions de la Découvrance, 1997 (trad. Eugène Cogrel, avec Yann Mikael).
  - Réédition augmentée sous le titre Fables de la Fontaine en parler mitaw, 30 fables en gallo, éditions de la Découvrance, 2004.
- Serge Morin, Les bons Mignons, gout de romance, les Prestigieux Ets Frichtre, 2017  (trad. Anne-Marie Pelhate, bilingue gallo-français).
- Serge Morin, Les bons Mignons, gout des prës, les Prestigieux Ets Frichtre, 2017  (trad. Anne-Marie Pelhate, bilingue gallo-français).

### Proverbes, dictons, expressions
- Régis Auffray, La pllée qi chet, la pllée qi mouille (recueil de plus de 1200 formulettes, chansonnettes, devinettes, dictons et proverbes gallos), Rue de Scribes, 2017.
- André Bienvenu, Préchou d'gallo, 600 meniaeres-de-contae en gallo-berton (600 expressions gallo-bretonnes), Rue des Scribes Éditions, Rennes, 2006,  (ISBN 978-2-906064-63-8)
- Patrik Deriano, Come il dizent par cez nouz - florilège d'expressions et de locutions en gallo, éditions Label LN, 2016.

### Conte
Beaucoup de contes sont publiés dans des livres cités dans la section "prose" supra, mélangés avec d'autres types de textes. Ne sont listés ici que les ouvrages traitant uniquement du conte.

#### Recueils de contes en gallo

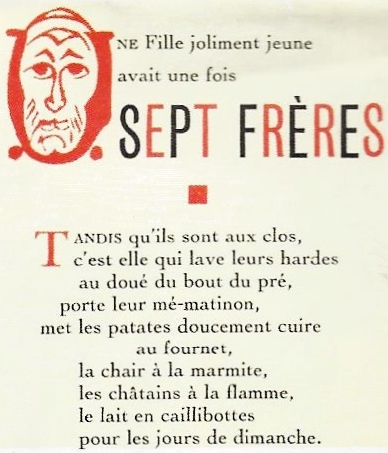
Le début du conte Les sept frères (Ar Seiz Breur), collecté par Jeanne Malivel.

- André Bienvenu, Contes gallos de la vallée de Vilaine, Bertègn Galèzz, 1998 (bilingue gallo-français).
- Dominique Biron, Elizabeth Brisson, Dominique et Joseph Péroyz, Contes de la voisine  (16 contes gallo du Pays de Retz), Séquences, 1990.
- Contes populaires de Haute-Bretagne (notés en gallo et en français dans le canton de Pleine-Fougères en 1881), d'après le manuscrit de Oscar Havard (édition établie, traduite et commentée par Jean-Louis le Craver), co-édition Dastum, Bertaeyn Galeizz & La Bouèze, 2007 (préface de Nicole Belmont).
- Maurice Coupé, Contes du Moulin de la mer, Les Amis du passé en Pays de Matignon, 2014 (bilingue gallo-français).
- Maurice Langlois, Gallésie gaiement (livret-CD), Pays gallo, 2009 (réédition en livre en 2024).
- Daniel Robert, avec Hubert Goger (ill.), I tet ene fai de temps, Conteries e istoueres en galo, Rue des Scribes éditions, 2019.
- Daniel Robert, avec Hubert Goger (ill.), I tet core ene fai de temps, Conteries e istoueres en galo, Rue des Scribes éditions, 2022.

#### Contes en gallo dans des ouvrages ou revues
- Amand Dagnet, Croyances populaires au pays de Fougères, La Chronique de Fougères, 1899 (contes en français et en gallo).
  - Réédition augmentée sous le titre Au pays fougerais : il était une fois, chez Rebuffé en 1923, puis chez Rue des scribes en 1988.
- Georges Dottin, « Le Recteur et les voleurs » (Le Sacrist e les volous) et « Jean le fin » , in Glossaire du parler de Pléchâtel, Plihon et Hommay, 1901 (réédité par les Éditions Slatkine, 1970).
- François Duine (sous pseudonyme Fra Deuni), « La Poume naire », in Revue des Traditions Populaires, t. 24, 1909, p. 145-146.
- Ernestine Lorand, « La Grandd Breunn / La Grande Brune » (bilingue), in Contes et légendes de Brocéliande, Terre de Brume, 1999 (préalablement édité dans Anthologie de littérature gallèse contemporaine, Les Amis du Parler Gallo, 1982).
- Ernestine Lorand, « Le Gâs tchi s'të përdu en forée de Broceliand » (bilingue), in Le Lian n°54, 1991, p.2.
- Ernestine Lorand, « La Gueurnouille ë l’péchou » (bilingue), in Dynamique interculturelle et autoformation : une histoire de vie en Pays gallo, L’Harmattan, 1995, pp.310-312.
- Jeanne Malivel, « Les Sept frères » in Jeanne Malivel. Son œuvre et les sept frères, de Octave-Louis Aubert, préface de Maurice Denis, Ti Breiz, 1929, pp. 105-136.
  - « Le conte des Sept-Frères, recueilli, arrangé, mis en patois par Jeanne Malivel », in Parlons gallo, patois de Haute Bretagne, Les Amis du parler gallo, 1977, pp.71-89 (rééd. 1978).
  - Les Sept frères, présenté et annoté par André Le Coq et Jean Le Clerc de Herverie, in Mémoire du Pays de Loudéac, H.-S. n°1, 1995.
  - « Du collectage à l'écriture d'un conte, la deuxième version des "Sept Frères" » de Jean Le Clerc de Herverie, in Mémoires du Pays de Loudéac, n° 14, 2000.
  - « Les Sept frères », in Contes et récits du Pays gallo du XIIe siècle à nos jours, de Claude Bourel, Astoure, 2001.
- Albert Poulain, Finfinaw et contes de Piperia, Kistinenn, 1994 (en gallo et en français).
- Albert Poulain, Contes et légendes de Haute-Bretagne, éditions Ouest-France, 1995 (en gallo et en français, rééd. en 1999).
- Matao Rollo, « Le Trou du diable » (conte en gallo), in Voyage en Oïlie - 12 histoires en langues d'oïl, éditions Crombel-MicRomania, 2015.
- Paul Sébillot, « Peuçot, conte en patois de l'Ille-et-Vilaine », in Revue des patois, t. I, n° 3, 1887.

Alfred Fouquet dans Légendes, contes et chansons populaires du Morbihan publié en 1857 et Adolphe Orain dans Contes d'Ille-et-Vilaine publié en 1901 écrivent les contes en français mais émaillent leurs textes de mots et de discours en gallo.

### Bande dessinée
- Didier Auffray, Léz Estanchelaéy e léz Pèlchausaéy, courts récits publiés dans Le Lian, Bertègn Galèzz, 1992-1993.
- Didier Auffray, Les Tois Frëres, récit publié dans Le Lian, Bertègn Galèzz, 1996.
- Louis-France Baslé, Piyou le cania cancalais, 59 strips publiés dans le bimestriel Le Plat Gousset[85], Cancale, 2011-2020.
- Henri Bouyer, « La chronique de Julien Piedalu » puis « Julien et Valentine », publiés dans L'Éclair, 1948-1986.
  - La chronique de Julien Piedalu, Éditions Aux Portes du Large, 1947.
  - La chronique de Julien Piedalu, deuxième et troisième séries, ca 1950.
  - Julien et Valentine, 195?.
  - Julien et Valentine, 2e album, 195?.
  - Julien et Valentine, 3e album, 195?.
  - Julien et Valentine, 4e album, Société Nationale des Entreprises de Presse, 1953.
  - Julien et Valentine, 5e album, P. et O. Lussaud frères, 1956.
  - Julien et Valentine, 6e album, P. et O. Lussaud frères, 1957.
  - Julien et Valentine, 7e album, Éditions des Ateliers du Bois des Dons, 1978.

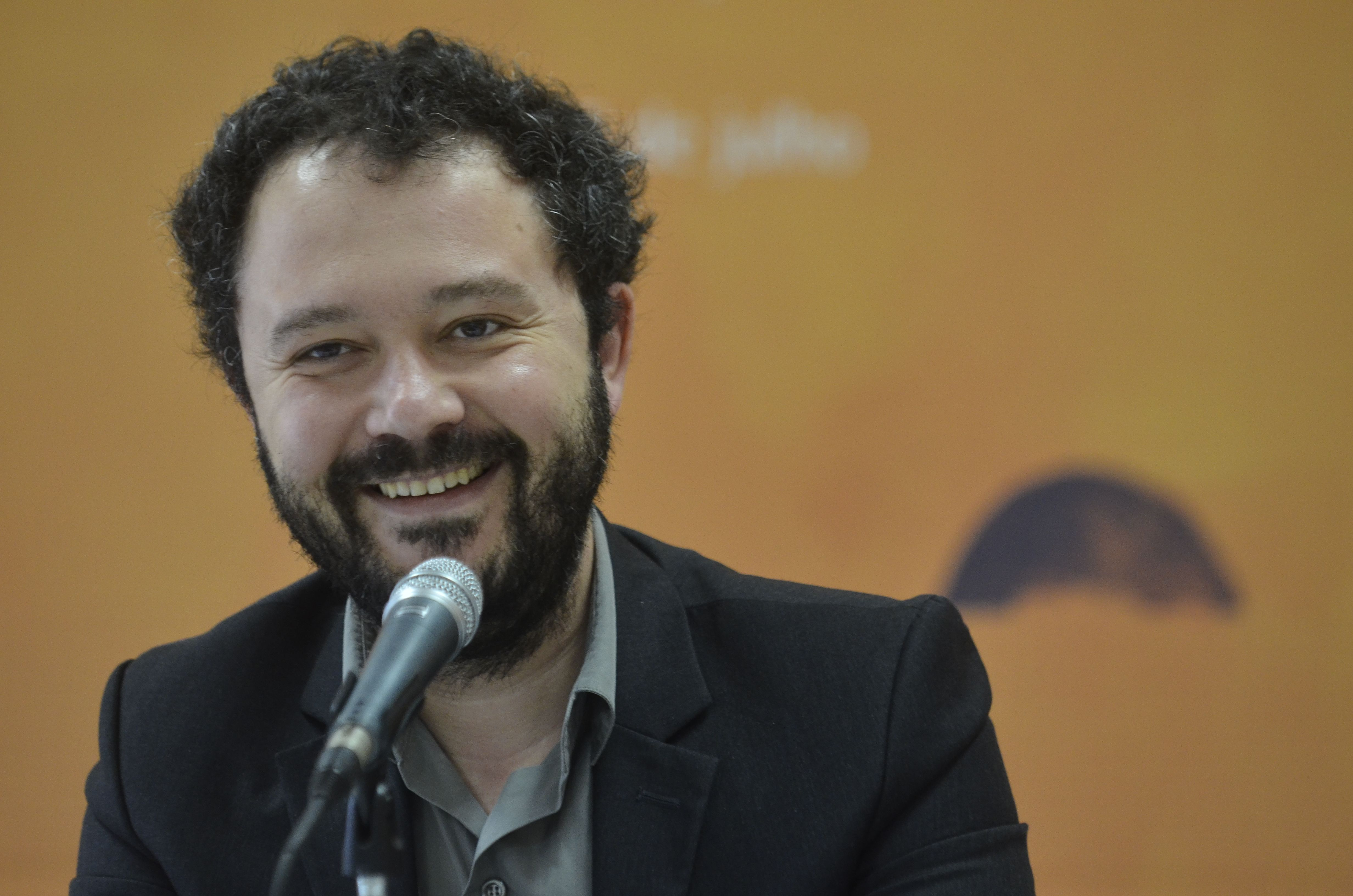
Riad Sattouf écrit du gallo dans L'Arabe du futur.

- [Collectif], sous la direction d'Alain Goutal, les Troués consaïls, adapté d'un conte d'Albert Poulain, album de 1996.
- Hubert Goger (dessin) et Mimi Buet (texte), gags publiés dans Le Lian, Bertègn Galèzz, 1984-1985.
- Christophe Houzé (dessin), Lés Bote, adapté d'une nouvelle de André Gorguès, album aux éditions CAC Sud 22, 2007.
- Anthony Rageul (dessin et texte) et Patrik Deriano (adaptation en gallo), La Vilaene immo, récit illustré de 2 p., dans La Vilaine, Revue dessinée en bande, n°4, éditions La Vilaine, 2022.

La Nantaise Claire Bretécher fait parler les Radigois, les parents de Monique habitant non loin de Sucé-sur-Erdre, en français régional avec plusieurs mots de gallo, dans Le Destin de Monique en 1983.
Riad Sattouf fait parler les voisins de ses grands-parents et sa grand-mère, dans les Côtes-d'Armor près du Cap Fréhel, en gallo dans L'Arabe du futur.

#### Traduction
- Les équérouées à Tintin :

L'album Astérix et la Rentrée gauloise est simultanément traduit en picard, gallo, breton, alsacien, corse et occitan à sa sortie

  - Hergé, Sus l'ile naire, Rue des Scribes Éditions, Rennes, 1993,  (ISBN 2-906064-35-1) (trad. Vonaod Baoje, Patrik Deriano, André Le Co et Bèrtran Ôbrée).
  - Hergé, Lés Dorûres à la Castafiore, Rue des Scribes Éditions, Rennes, 1997,  (ISBN 2-906064-48-3) (trad. Vonaod Baoje, Patrik Deriano, André Le Co et Bèrtran Ôbrée).
  - Hergé, La Cutrie dla Licône, Rue des Scribes Éditions, Rennes, 2001,  (ISBN 2-906064-57-2) (trad. UTL de Dinan, sous la dir. de Robert Deguillaume).
  - Hergé, La Guénochée à Rackham Le Rouge, Rue des Scribes Éditions, Rennes, 2005,  (ISBN 2-906064-62-9) (trad. UTL de Dinan, sous la dir. de Robert Deguillaume).
- Astérix : 
  - Albert Uderzo (dessin) et René Goscinny (scénario), Astérix à l'école d'ertour, Éditions Albert-René, Paris, 2004 (trad. André Le Co).
- Jack Palmer :
  - René Pétillon, Palmer en Bertègn, Dargaud, 2014 (trad. Dominique Deffain).
- Les Limouézeries - L'istouère defendue (Algues vertes. L'histoire interdite), de Pierre Van Hove (dessin) et Inès Léraud (texte), Le Temps Banissou, 2023 (trad. Léandre Mandard).

##### Numérique
Le site de l'Academiy du Galo propose des traductions numériques de bandes dessinées :
- Bruno Bertin, Vick e Vicky : Lez Encraodoeres de Bercilien, La lejende (tome 1), Éditions P'tit Louis, 2020-21 (trad. Patrik Deriano).
- Tudual Huon, Le Viqhaere de Berlevenez, Al Liamm, 2023 (trad. Patrik Deriano).
- Daniel Massard (dessin), René Berthier et Roberte Pey (texte), Meliy Fristè e la charitae simpl e san bru, Univers media, 2019 (trad. Patrik Deriano).
- David Revoy, Pepper e Carrot, Creative Commons, épisodes publiés depuis 2017, série en cours (trad. Patrik Deriano et Gwenaëlle Lefeuvre).

### Littérature jeunesse
- Christophe Brillet, Petit Petao - Chansons pour les garçâilles, Rue des Scribes, 2022 (avec disque).
- Christophe Brillet, Berdadao, Rue des Scribes, 2024.
- Christophe Brillet, Degrignouz, Rue des Scribes, 2024.
- Christophe Brillet, Pignouz, pignouzes, Rue des Scribes, 2024.
- Christophe Brillet, Qheu soui den les tâillis !, Rue des Scribes, 2024.
- Marie Chiff'mine, Akina, Keit Vimp Bev, 2016.
- [Collectif], Contes de Haute-Bretagne d'aujourd'hui, Bertègn Galèzz, 2001 (bilingue gallo-français).
- [Collectif], Panvolette, livret et CD de 10 chants et 3 contes (et devinettes), Dihun Breizh, 2011.
- Michael Genevée, avec Romain Ricaud (illustrations), Miston, le ptit chutiaù, coll. "Lez ptits galopouz", Les Emouleriy au Sourgarre, 2008.
- Fabien Lécuyer, avec Niko (ill.), Listaù e Pepa Noua, Les Emouleriy au Sourgarre, 2006.
- Fabien Lécuyer, La Serpidâ, Cllâssiers, 2020 (livre numérique et publié dans 15 minutes de gallo par jour, méthode de gallo cycle 3, Cllâssiers, 2020).
- Christelle Le Guen, Ujène, ren d’aotr q’un réve ?, coll. "Émile et Feuille", Éditions Millefeuille et Cac Sud 22, 2016 (avec disque, adapt. André Le Coq).
- Jan-Yv Lorantz, avec Corbo (ill.), Paeyiz d'Anoet, contes illustrés, Bertègn Galèzz, 2001.
- Urielle Massot, avec Marie Rio (ill.), Lez tóeiz ptits pourçiaù, Les Emouleriy au Sourgarre, 2005 (avec CD).
- Michel Mauxion, avec Juliette Lucas (ill.), Le Volou d’bérouette, Éditions Récits, 2024.
- Anne-Marie Pelhate, avec Nolwenn Thos (ill.), L'Imagier du Gallo, Dihun Breizh et Le Temps éditeur, 2014.

#### SérieGouri e Ghernète
Kanna Bortier (textes), avec Mikael Hervé (illustrations), éditions Qhu Bllanc :
- Gouri e Ghernète den la forét de Paimpont, 2020
- Gouri e Ghernète a Saint Malo, 2020
- Gouri e Ghernète e le terzor du Cap Fehrel, 2020
- Gouri e Ghernète a Becherè, 2020
- Gouri e Ghernète a Fendic, 2021
- Gouri e Ghernète a Redon, 2021
- Gouri e Ghernète de Bâzouje a la Granjagoul, 2022.
- Gouri e Ghernète den le paiz de Foûjere, 2022.

##### Traduction
- Pauline Guillerm, avec Pauline Gomis (illustrations), Eune Flleur su la haossegroë, Goater Éditions, 2022 (trad. Cercle celtique de Rennes).
- Erwan Hupel, Les Vénes, éditions Label LN, 2009 (trad. Fabien Lécuyer et Anne-Marie Pelhate).
- Charles Perrault, avec Cécilia Ollivier (ill.), Le P'tit Capichon rouje, Le Temps banissou, 2023 (trad. Fabien Lécuyer).
- Anne-Gaëlle Morizur, avec Florence Dollé (ill.), Ma grande seu ét un garou, Goater Éditions, 2021 (trad. Kanna Bordier).
- Anne-Gaëlle Morizur, avec Florence Bourges (ill.), La Datouer majiqe qi donaet les d'zirs cant qe nen gâtaet son iao dessu, Goater Éditions, 2021 (trad. Kanna Bordier).
- Francine Vidal, avec Élodie Nouhen (ill.), La Guernouille à la grand goule, Le Temps Banissou, 2019 (trad. Anne-Marie Pelhate).
- Robert Raulo, avec Christelle Le Guen (ill.) , Conteries a fére descendr les coucous des chénes, recueil de 16 contes, Kendalc'h, 2016 (trad. André Le Coq).
- Robert Raulo, avec Christelle Le Guen (ill.) , Conteries a fére redescendr les coucous des chénes, recueil de 20 contes, Kenleur, 2023 (trad. André Le Coq).
- Anthony Renaudin, La boéte, Institut du galo, 2020 (trad. Marie Chiff'Mine).

### Éditeurs actuels
Les principaux éditeurs actuels d'ouvrages en langue gallèse sont :
- les Éditions Rue des Scribes[86], de Bertrand Cos, à Rennes,
- les Éditions Label LN[87], de Christophe Derbrée, à La Chapelle-Erbrée,
- les Éditions Olepei[88], de Patrik Deriano, à Josselin,
- les Éditions Qhu bllanc[89], de Grégory Bordier, à Saint-Malon-sur-Mel,
- les Éditions CAC Sud 22[90], de l'association CAC Sud 22 - Marc Le Bris, à Loudéac.

Le Temps Éditeur à Pornic, les éditions Goater à Rennes, les éditions Récits à Plouguenast-Langast éditent également des ouvrages en gallo.
En 2024, sept éditeurs de livres en gallo, dont Qhu Bllanc, Le Temps, Rue des Scribes, Goater et l'Institut du Galo, se regroupent en une association nommée Banissous ! pour faciliter l'édition et la diffusion de livres en gallo.

### Récompenses

#### Premiers temps

##### Prix Lancelot
En 1941, Jean Choleau dans la revue Galerne, émanation des Compagnons de Merlin (section gallèse de la Fédération régionaliste de Bretagne), décide de la création du Prix Lancelot pour l'année suivante qui récompense la création théâtrale en gallo.
- 1942 : André Malassis pour La Ramoug'rie d'pommé.
- 1943 : ?
- 1944 : ?

##### Prix Amand Dagnet
En 1983, l'association Bertègn Gallèzz annonce dans sa revue Le Lian, à l'occasion du cinquantenaire de la mort de Amand Dagnet, la création d'un prix littéraire en gallo qui porte son nom pour 1984. Ce prix veut valoriser la création originale (roman, nouvelle, pièce de théâtre, recueil de poésie) mais accepte éventuellement la traduction d'une œuvre en langue étrangère. L'association voulait prendre en charge l'édition du texte après la remise du prix, mais les problèmes financiers que connut l'association au même moment ont sans doute enterré ce projet.

##### Prix de poésie en gallo
En 1985, l'association littéraire de la ville de Dinan, le Cercle poétique de Tiphaine présidé par Annick Pégeault-Cueff, crée un concours international de poésie Les Amitiés poétiques de France, avec un prix de poésie en gallo.
- 1985 : Marie Dequé, pour Le Biau Temps !

##### Prix de poésie de l'Union pour la Diffusion Littéraire
- 1987 : Mention spéciale du jury à Christian Leray, pour Le Monde en antamas ou D'abord des personnes.

#### Récompenses actuelles

##### Prix «Escriv’ous galo?»
Depuis 1992, l'association du CAC Sud 22 - centre Marc Le Bris, à Loudéac, organise un concours d'écriture en gallo et récompense les meilleurs textes. Quatre recueils réunissant les meilleurs textes ont été publiés depuis 2004.
- 2013 :
  - Prix « Catégorie conte » : Réjane Deluce.
  - Prix « Catégorie livre » : Daniel Robert.
  - Prix « Catégorie nouvelle » : Franck Poirier.
  - Prix « Catégorie récit divers et chronique » : Oghust Ferey.
  - Prix « Catégorie théâtre » : Norbert Aubry.
  - Prix « Catégorie poésie » : Jean-Pierre Pluet.
- 2014 :
  - Prix « Catégorie conte » : Madeleine Hourdeau, pour Les Ouéziaos fachës.
  - Prix « Catégorie dirie » : Marie Chiff'Mine, pour 1.9.1.4..
  - Prix « Catégorie nouvelle » : ex aæqo André Montfort, pour Été 14 et Paul Recoursé, pour Victorine.
  - Prix « Catégorie poésie » : Jean-René Guérin, pour Hier cor.
- 2015 :
  - Prix « Catégorie conte » : Mathieu Guitton.
  - Prix « Catégorie menterie » : Dominique de Ganne.
  - Prix « Catégorie nouvelle » : André Monfort.
  - Prix « Catégorie récit de vie » : Geneviève Guillo.
  - Prix « Catégorie poésie » : Maryvonne Limon.
- 2016 :
  - Prix « Catégorie conte » : Dominique de Ganne, pour Le Dormeur du Val de Chevré.
  - Prix « Catégorie nouvelle » : Solange Santis, pour Étienne.
  - Prix « Catégorie récit » : Léone Marzo, pour François permier sur son cheva.
  - Prix « Catégorie poésie » : Marie Chiff'Mine, pour La Gargouille de Landujan.
- 2017 :
  - Prix « Catégorie conte » : Patrick Forget.
  - Prix « Catégorie dirie /histoire » : Daniel Robert.
  - Prix « Catégorie nouvelle » : André Monfort.
  - Prix « Catégorie récit » : Paul Recoursé.
  - Prix « Catégorie poésie » : Jean-René Guérin.
- 2019 :
  - Prix « Catégorie conte » : Noëlle Fournier, pour Penette.
  - Prix « Catégorie nouvelle » : André Monfort, pour Un Breton du païs Gallo en belle province.
  - Prix « Catégorie récit de vie » : Daniel Robert, pour Mes biaos jous de qeniao devers la fin des anées 1960.
  - Prix « Catégorie poésie et chant » : Jean-René Guérin, pour Le Madraye.
- 2020 :
  - Prix « Catégorie conte » : Emmanuelle Bouthillier.
  - Prix « Catégorie nouvelle » : André Monfort.
  - Prix « Catégorie récit de vie » : Léonne Harzo.
  - Prix « Catégorie poésie » : Réjane Deluce.
  - Prix spécial du jury : Jean-René Guérin.
- 2021 : 
  - Prix « Toutes catégories » : Léone Harzo, pour J’allons nous en ch’vi.
  - Prix « Catégorie poésie » : Jean-René Guérin, pour La faille bllanche.
  - Prix spécial du jury : Daniel Robert.
- 2022 : 
  - Prix « Toutes catégories » : Daniel Robert, pour Armada 2052.
  - Prix spéciaux du jury : Anne Colleu et les Poussous de Sin Senou.
- 2023 : 
  - Prix « Toutes catégories » : les Poussous de Sin Senou (Josiane Divet, Aurélie Laurençot-Houdin, Laurence Lejeune, Dorothée Meignan)

##### Priz du Galo
En 2011, la Région Bretagne oragnise les premiers Priz du Galo, récompensant les personnalités ou les structures œuvrant pour la langue gallèse. Plusieurs auteurs et maisons d'éditions ont ainsi été récompensés.
- 2011 : 2e prix Artistes et créations : André Bienvenu pour sa trilogie Le Graille de la vie.
- 2014 : 1er prix Réalisations (créations culturelles, études linguistiques,…) : Dihun Breizh, Anne-Marie Pelhate & Nolwenn Thos pour L'Imagier du Gallo.
- 2016 : Gallophone de l'année : Patrik Deriano, militant, auteur, chroniqueur presse et radio en gallo.
- 2019 : Gallophone de l'année : André Le Coq, enseignant et écrivain en gallo.
- 2022 : Prix de l’entreprise ou de l'association : les éditions Rue des Scribes, de Bertrand Cos / Prix de l’avenir du gallo : Kanna Bordier (pour sa série Gouri e Ghernète).

##### Prix de gallo
En 2014, l'Association des écrivains bretons annonce la création d'un Prix de gallo, récompensant les ouvrages en langue gallèse, ainsi que d'un concours d'écriture en gallo.
- 2014 : Ex aequo
  - Maurice Coupé, Galleseries du p'tit courti, Astoure.
  - [Collectif], Haote-Bertègne. Parlements e ecrivaijes, volume 3 , éditions CAC Sud 22.
- 2015 : Anne-Marie Pelhate, avec Nolwenn Thos (ill.), L'Imagier du Gallo, Le Temps éditeur.
- 2016 : Non attribué
- 2017 : Robert Raulo, avec Christelle Le Guen (ill.), Conteries a fére descendr les coucous des chénes, Kendalc'h (trad. André Le Coq).
- 2018 : Non attribué
- 2019 : Régis Auffray, La pllée qi chet, la pllée qi mouille, Rue de Scribes.
- 2020 : Daniel Robert, avec Hubert Goger (ill.), I tet ene fai de temps, Conteries e istoueres en galo, Rue des Scribes.
- 2021 : Kanna Bortier, avec Mikael Hervé (ill.), Gouri e Ghernète e le terzor du Cap Fehrel, éditions Qhu Bllanc.
- 2022 : Patrik Deriano, Entre l'us e l'usset, Olepei.
- 2023 : Christophe Brillet, Petit Petao - Chansons pour les garçâilles, Rue des Scribes.
- 2024 : Jean Ouvrard, Eun’ histouére d’icit’ par un gâ d’ par là, Patrimoine d’hier pour demain[99]

## Documentation

### Générale
- (fr) Association des enseignants du Gallo, « Le Gallo, langue romane de Bretagne », publié sur projetbabel.org
- (go) Patrik Deriano, « Écrivaije e banissaije en gallo », article paru dans Ya!, 7 mars 2014.
- (fr) Patrice Dréano, « Le gallo : histoire et littérature », dans Bretagne L’Essentiel, Skol Vreizh, 2020 (pp.55-60).
- (fr) Thierry Jigourel, « Les auteurs gallos et la littérature », dans Parler et chansons de nos grands-pères en gallo, Éditions CPE, 2011.
- (fr) Gilles Morin, « Littérature orale ou écrite - Le dépassement des patoiseries », article paru dans Le Lian n°36-37, décembre 1986, pp.18-20.
- (fr) Gilles Morin, « Langue, culture et littérature gallèses au XXe siècle », dans Histoire littéraire et culturelle de la Bretagne, tome 3, Éditions Slatkine, 1987 (pp.254-255).
- (fr) Paul Sébillot, « Textes patois de littérature orale de la Haute-Bretagne », dans la Revue des Traditions Populaires, t. 23, 1908, p.386.

### Spécifique
- (fr) Clarisse Bailleul, « Construction d'un paysage linguistique dans les réécritures de thèmes populaires chez trois peintres de la Bretagne : Max Jacob, Jeanne Malivel, Albert Clouard », in La Bretagne linguistique n°24, Centre de recherche bretonne et celtique, 2022, pp.325-352.
- (fr) Jean-Yves Bauge, « Les paysanneries du Réveil Fougerais » in Le Pays de Fougères n° 58, 1986 (p.20).
- (fr) Patrice Brasseur, Le Parler nantais de "Julien et Valentine" d'après la chronique d'Henri Bouyer, Université de Nantes, 1993 (préface de Jean Bruneau).
- (fr) Michel Chalopin, « Le gallo dans la presse de Haute-Bretagne avant la Seconde Guerre mondiale », in Mémoires de la Société d'histoire et d'archéologie de Bretagne, tome CI, 2023.
- (fr) [Collectif], « La Littérature en Haute-Bretagne et en gallo », in Femmes de lettres en Bretagne, matrimoine littéraire et itinéraires de lecture, chap. 6, Éditions Goater, 2020, pp.367-387.
- (fr) Pierre Guérin, « Ainsi naquit le théâtre en gallo... », article paru dans le Lian n°6, mars 1980, pp.14-15.
- (fr) Nicole Le Dimna, Langue régionale et stratégies littéraires : effets de métissage chez Féval, Châteaubriant, Guilloux, Edizioni Scientifiche Italiane, 1997.

### Sur les auteurs
- (fr) Jean-Yves Bauge, « L’œuvre fougeraise d’Amand Dagnet », in Le Pays de Fougères n° 42 (pp.3-5), n°43 (pp.17-19) n°44 (p.20-21), 1983.
- (fr) Jean-Yves Bauge, « Avec Jean du Nançon sur La Chronique – Dix ans de contes du dimanche », in Le Pays de Fougères n° 50, 1984 (pp. 24-25).
- (fr) Anne Caillaud, Marie-Pierre Merlet, « Mémé » , sa vie, son œuvre et sa famille, Filmothèque généalogique du Pays de Retz, 2012.
- (fr) Abbé A. Ceuneau, Amand Dagnet (1857-1933) - Folkloriste bas-manceau et breton, impr. du Nouvelliste de Bretagne, 1941.
- (fr) Christian Leray et Ernestine Lorand, Dynamique interculturelle et autoformation, une histoire de vie en pays gallo, Paris, L'Harmattan, 1995.
- (fr) Olivier Levasseur, Jeanne Malivel, 1895-1926, Coop Breizh, 2013 (4e couverture).
- (fr) Oliver Levasseur, Jeanne Malivel : une artiste engagée (catalogue d'exposition), Locus Solus, 2023.
- (fr) Julie Salabert, « Bèrtran Ôbrée, le chantre du gallo », interview dans Place publique n°15, janvier 2012.

### Vidéos
- (go), Lionel Buannic, Florent Grouin, Fabien Lécuyer, « La banisserie en galo / L’édition en langue gallèse », émission 4 minutes de temp présentée par Vincent Geffroy, avec Patrik Deriano (5min39), Galoweb, 21 mars 2024.
- (fr) Maïlys Princé, « Le Conte gallo de Jeanne Malivel », chaîne Bretonne (12min), Youtube, 30 mars 2024.
- (fr) Maïlys Princé, « La Première Pièce de théâtre en gallo : La Fille de la Brunelas », chaîne Bretonne (10min), Youtube, 4 octobre 2024.
- (fr) Maïlys Princé, « Albert Poulain : l'homme aux 1500 chants », chaîne Bretonne (10min), Youtube, 21 mars 2025.